# Mazara del Vallo
Mazara del Vallo je italské město na západě Sicílie s 51 573 obyvateli (2019). Leží 55 km jižně od Trapani na západním pobřeží Sicílie v místě, kde se řeka Mazaro vlévá do Středozemního moře. Obec se rozkládá na ploše 275 km². Obyvatelé žijí ze zemědělství, z průmyslu (výroba nábytku) a především z rybolovu a zpracování ryb; je zde největší rybářská flotila v Itálii.
Sousední obce jsou Campobello di Mazara, Castelvetrano, Marsala, Petrosino a Salemi.
Mazara del Vallo byla založena Féničany v 5. stol. př. n. l. Po první punské válce ji převzali Římané. Potom město upadalo. Teprve za Arabů, kteří je dobyli v roce 827, získalo město znovu důležitost a stalo se hlavním městem regionu. V roce 1072 město převzali Normané. Roger I. zde zřídil své sídlo a v roce 1093 se Mazara del Vallo stalo biskupstvím. V 17. a 18. století bylo islámské centrum města doplněno barokními budovami.

## Památky
Střed města tvoří náměstí Piazza della Repubblica s barokními památkami, jako je biskupský palác, katedrála a socha sv. Víta.
Katedrála Nejsvětějšího Spasitele (Santissima Salvatore) byla postavena Normany v roce 1086 a renovována v roce 1696 v barokním stylu. V kostele jsou stále staré části, například zeď hlavního oltáře. V roce 1906 získala katedrála novou fasádu. Uvnitř trojlodní křížové katedrály stojí malovaný dřevěný kříž vysoký přes 3 metry, který je jedním z nejstarších malovaných křížů na Sicílii. V kostele je také mramorové sousoší od Antonella Gaginiho.
Normanský kostel sv. Mikuláše (San Nicolò Regale) je z 11. století. Má čtvercový půdorys, který navazuje na model byzantských kostelů. Je příkladem arabsko-byzantsko-normanského stylu. Vnitřní kopule je podepřena čtyřmi sloupy s antickými hlavicemi.
Kostel sv. Kateřiny (Santa Caterina) pochází ze 14. století. Zachoval se boční portál ve stylu chiaramonte. Uvnitř je socha světce od Antonella Gaginiho.
Kostel sv. Františka (San Francesco) je vynikajícím příkladem sicilského baroka, a to zejména bohatá pestrobarevná výzdoba interiéru.
Palác maltézských rytířů ze 16. a 17. století Palazzo dei Cavalieri di Malta se širokým průčelím a bohatě zdobeným portálem je nyní sídlem radnice.
Přístav je ekonomickým centrem města. Je zde rybí trh a kanceláře rejdařů. Čtvrť Kasbah má historii sahající až do arabské éry. Dnes zde žijí hlavně přistěhovalci ze severní Afriky.
Muzeum Museo Civico se nachází v bývalé jezuitské koleji ze 17. století. Jsou zde nálezy z římského starověku a sbírka obrazů. Muzeum Museo del Satiro bylo zřízeno pro antickou bronzovou sochu tančícího satyra, kterou koncem 20. století jistý rybář našel v síti. Tato socha reprezentovala Itálii na Expo 2005 v Japonsku.

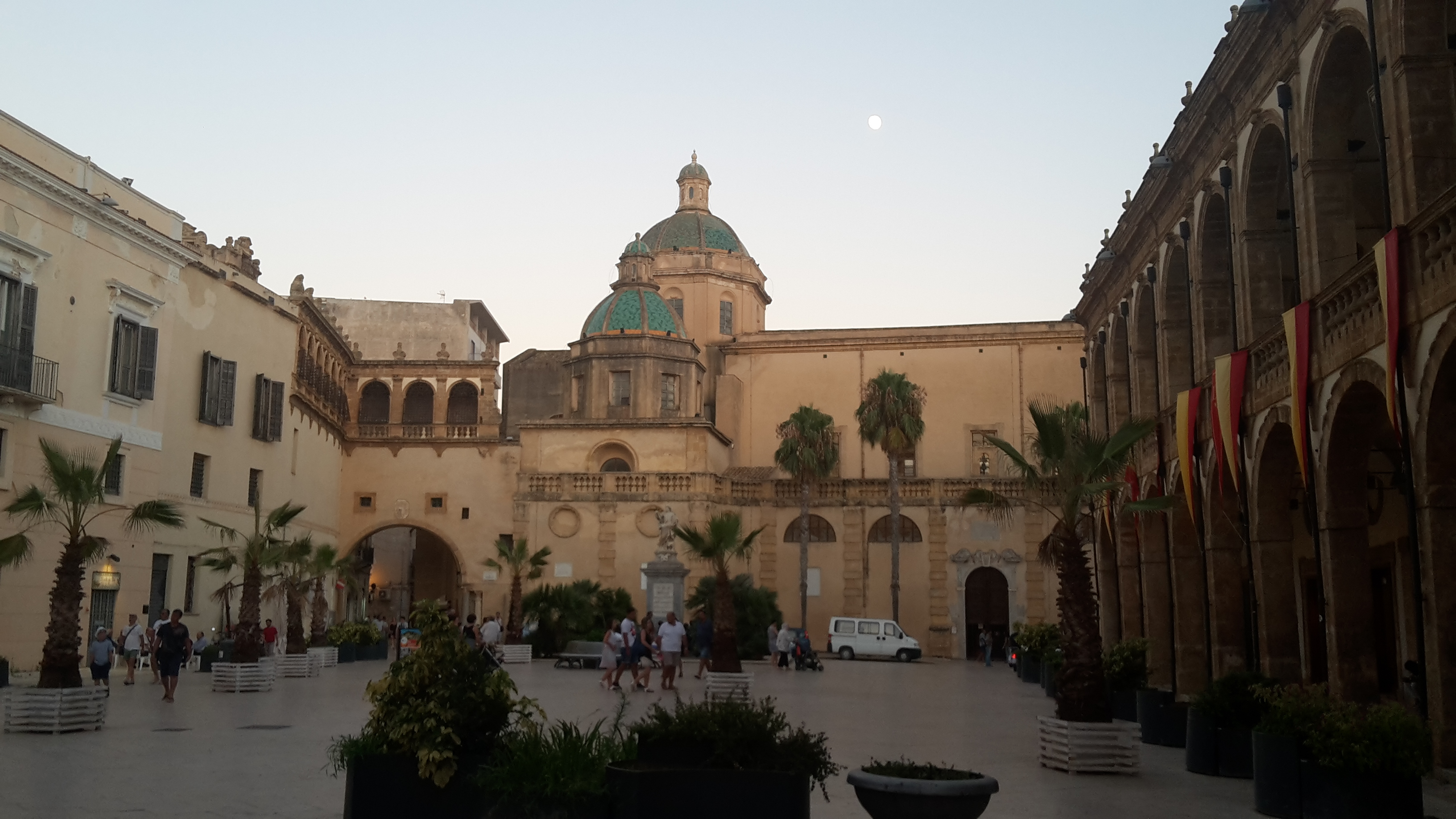
Piazza della Repubblica
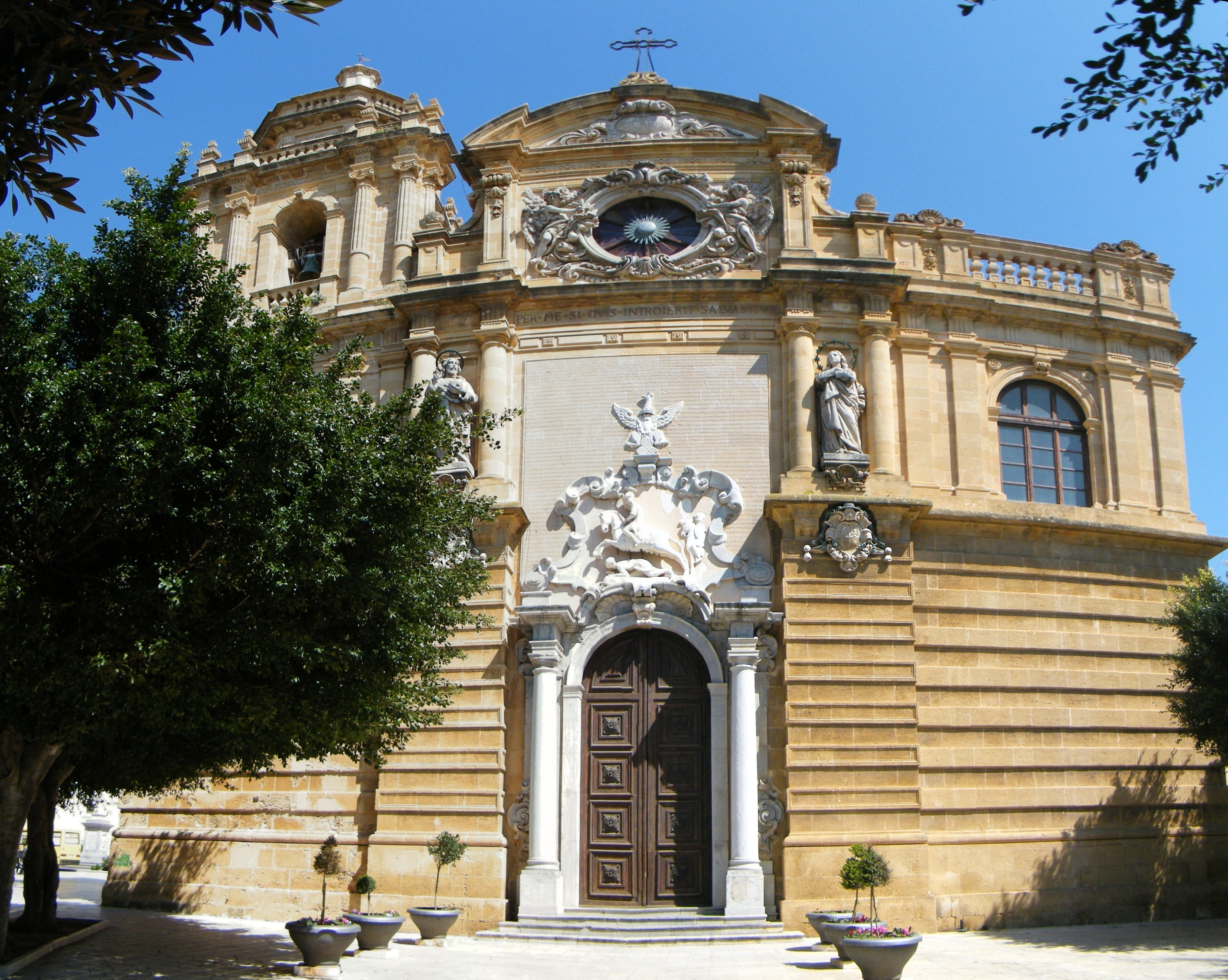
Katedrála
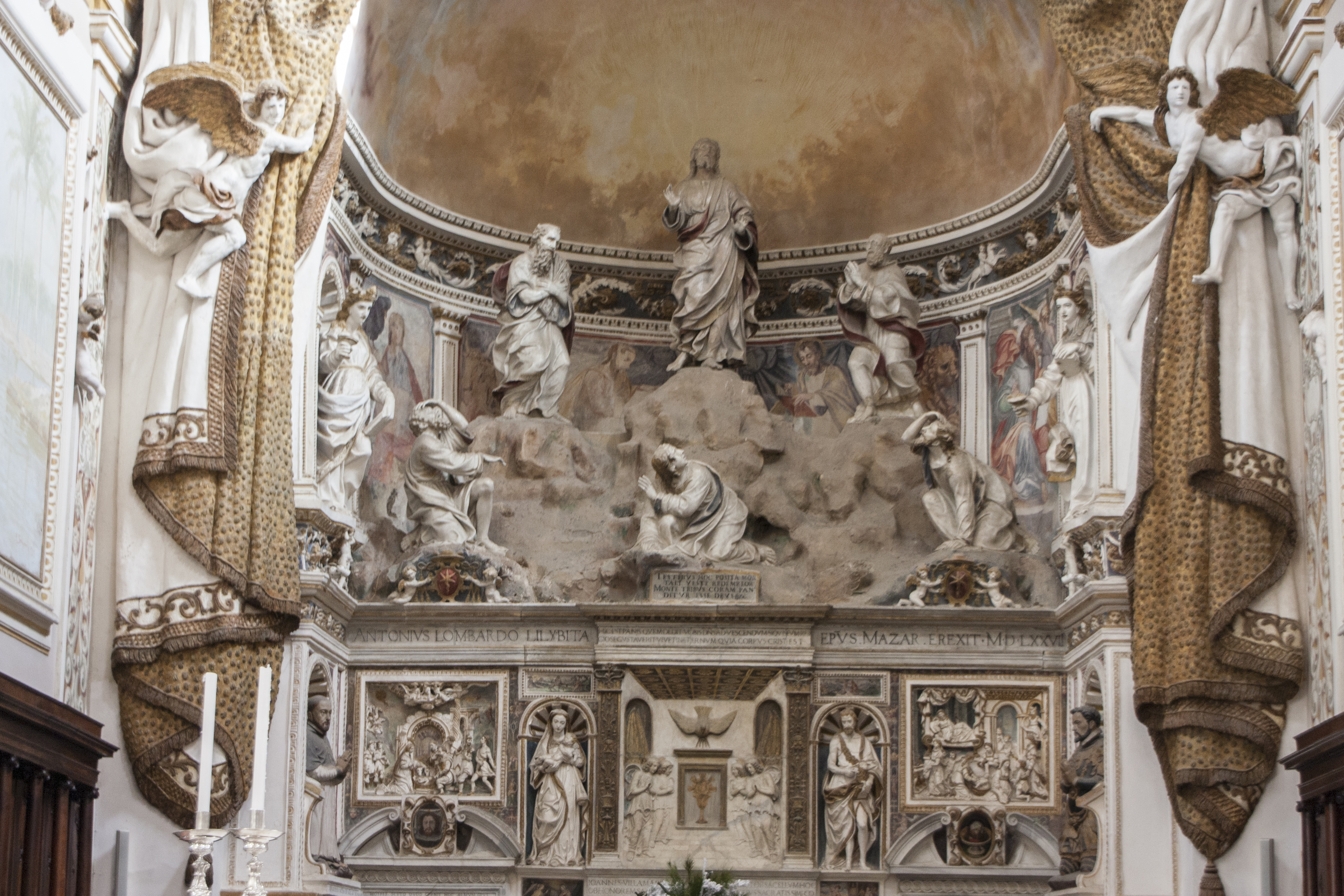
Katedrála, mramorové sousoší od Gaginiho
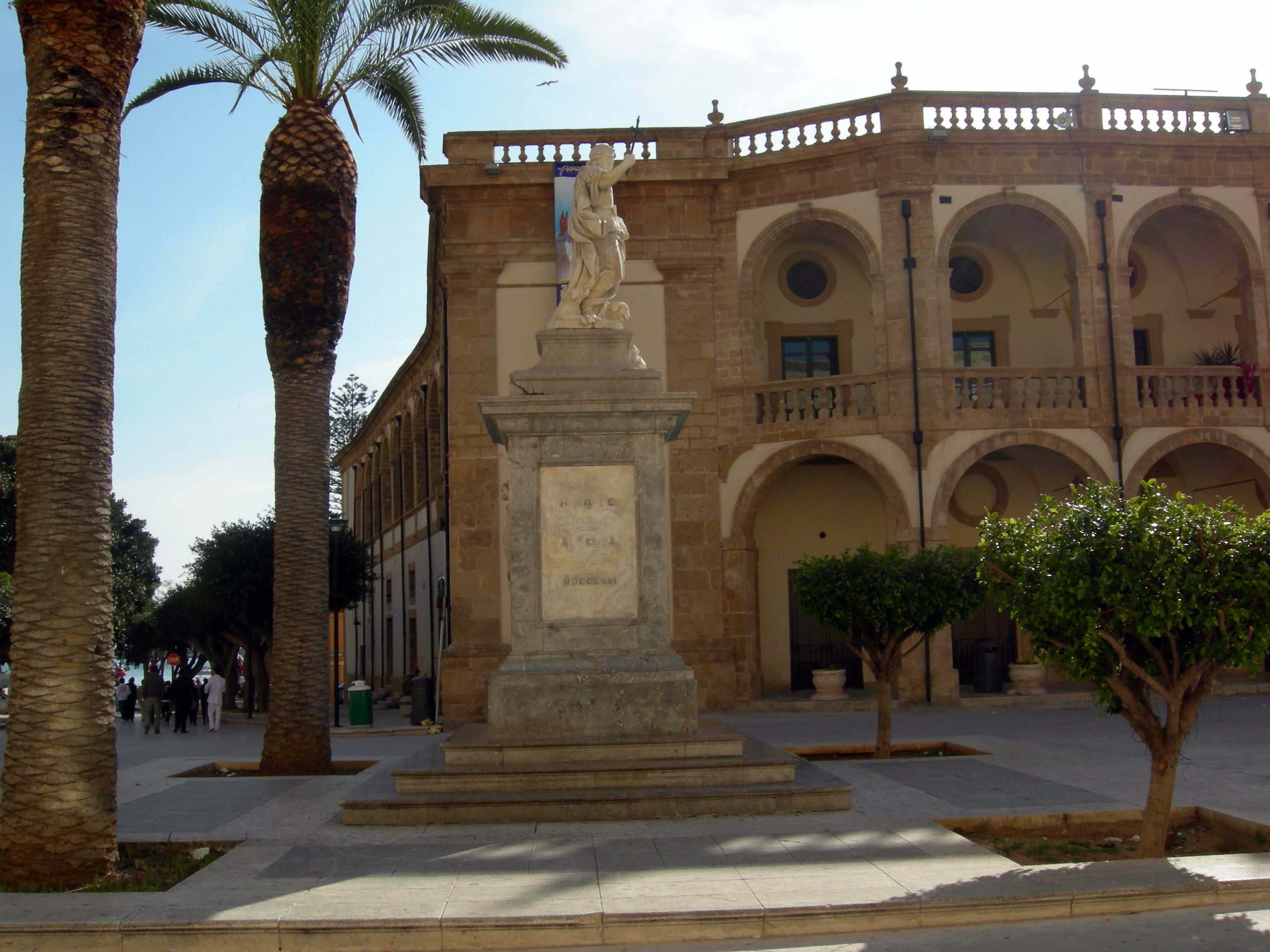
Socha sv. Víta
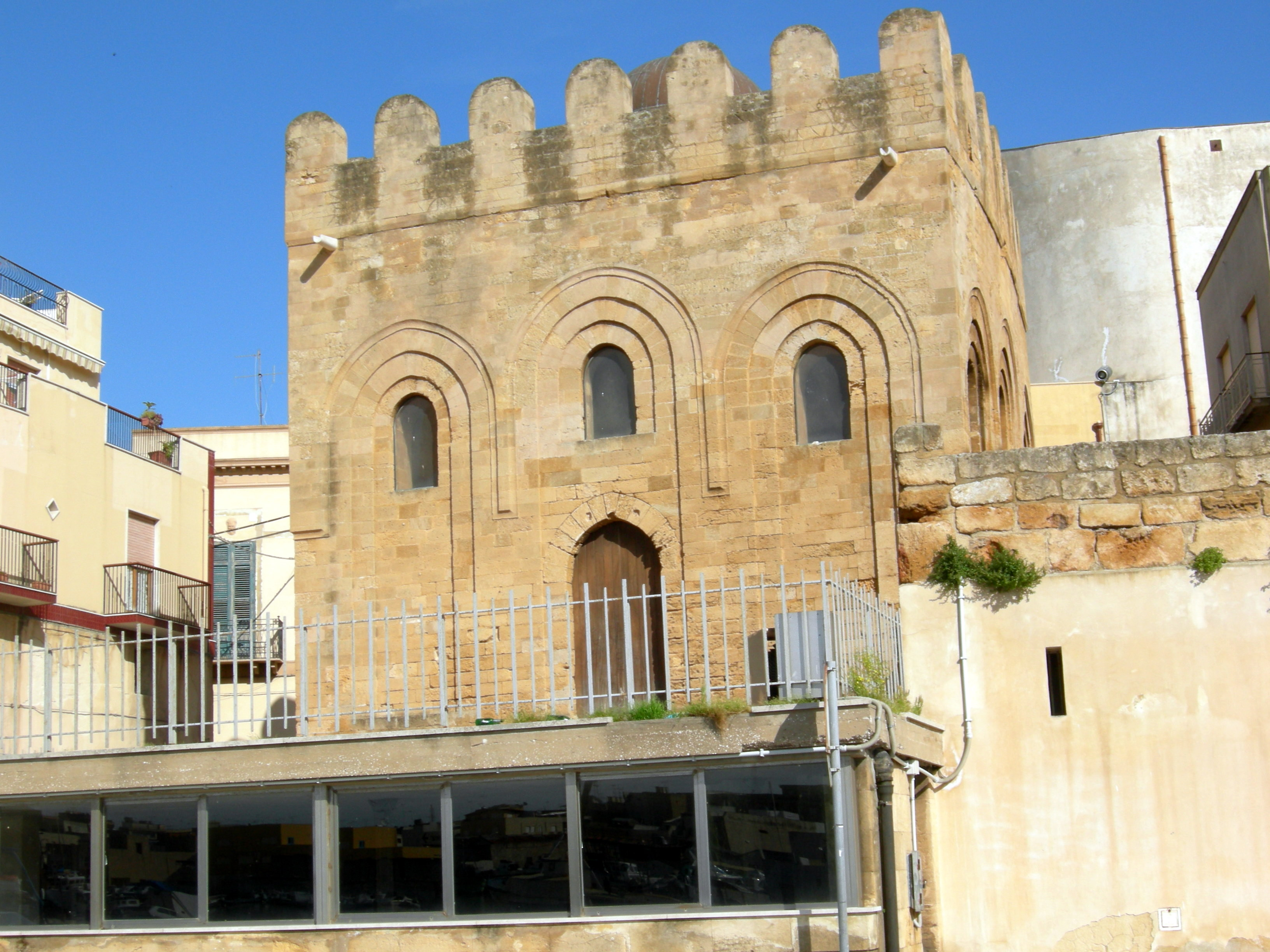
Kostel sv. Mikuláše
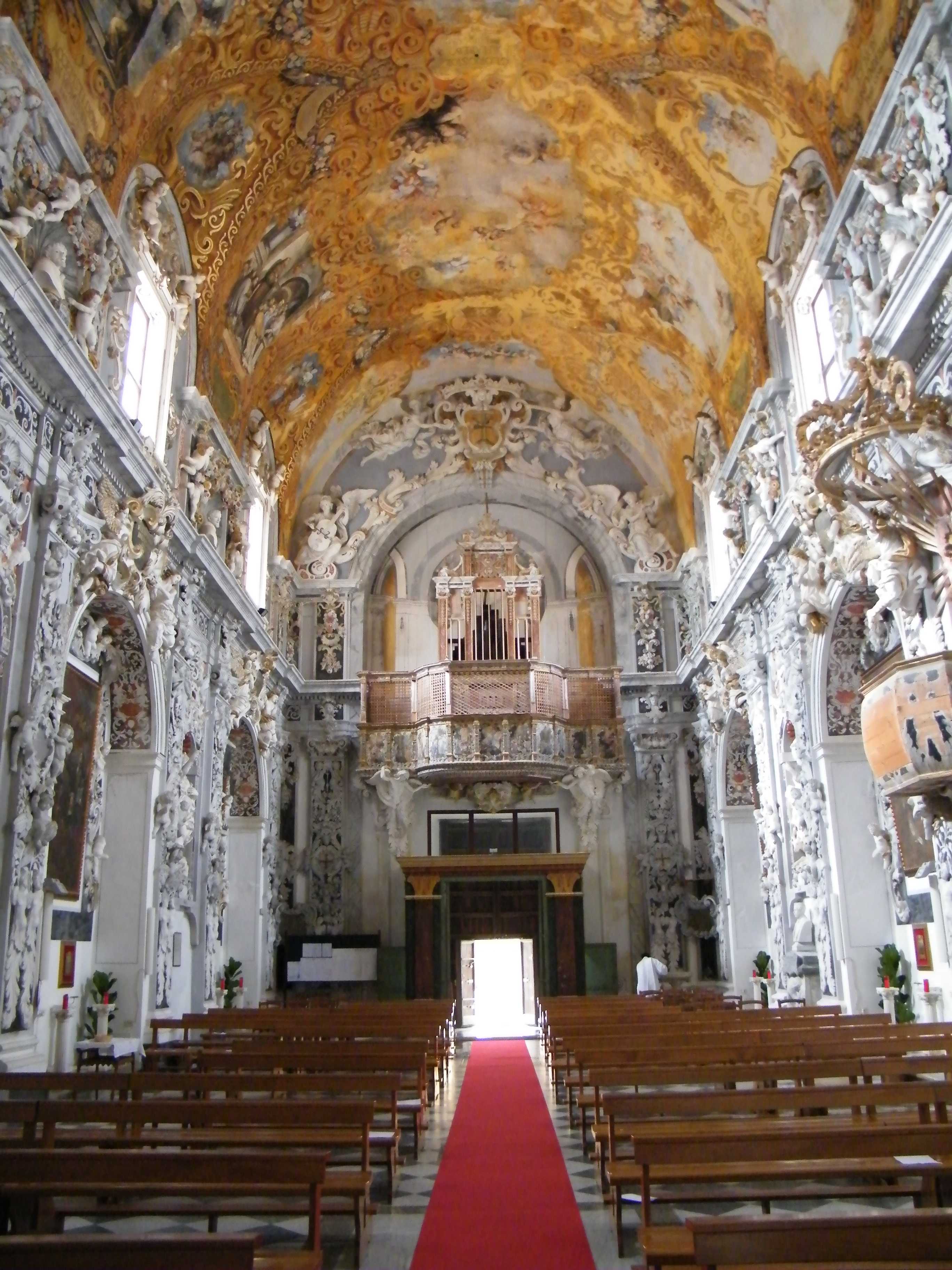
Interiér kostela sv. Františka
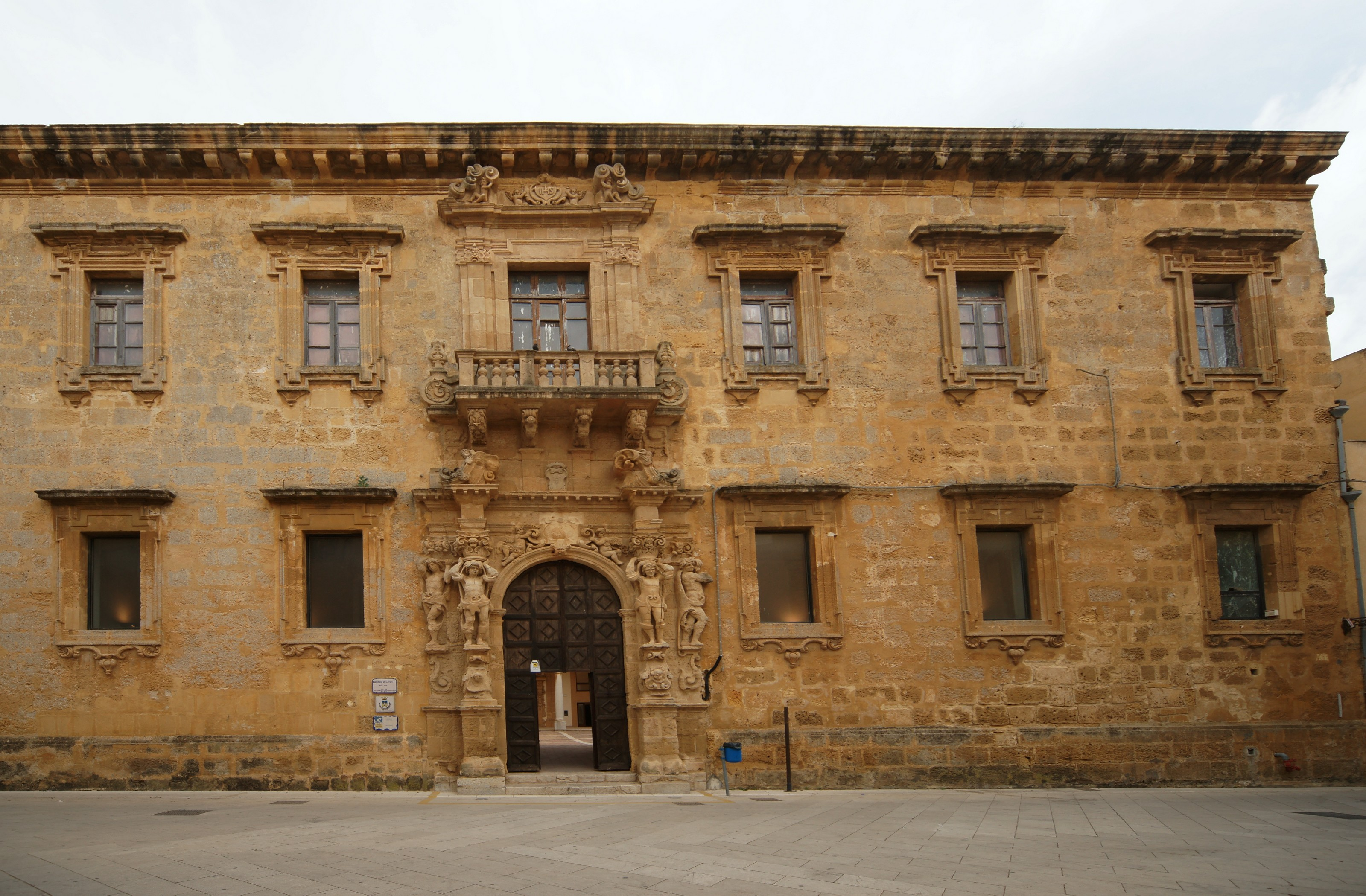
Bývalá jezuitská vysoká škola
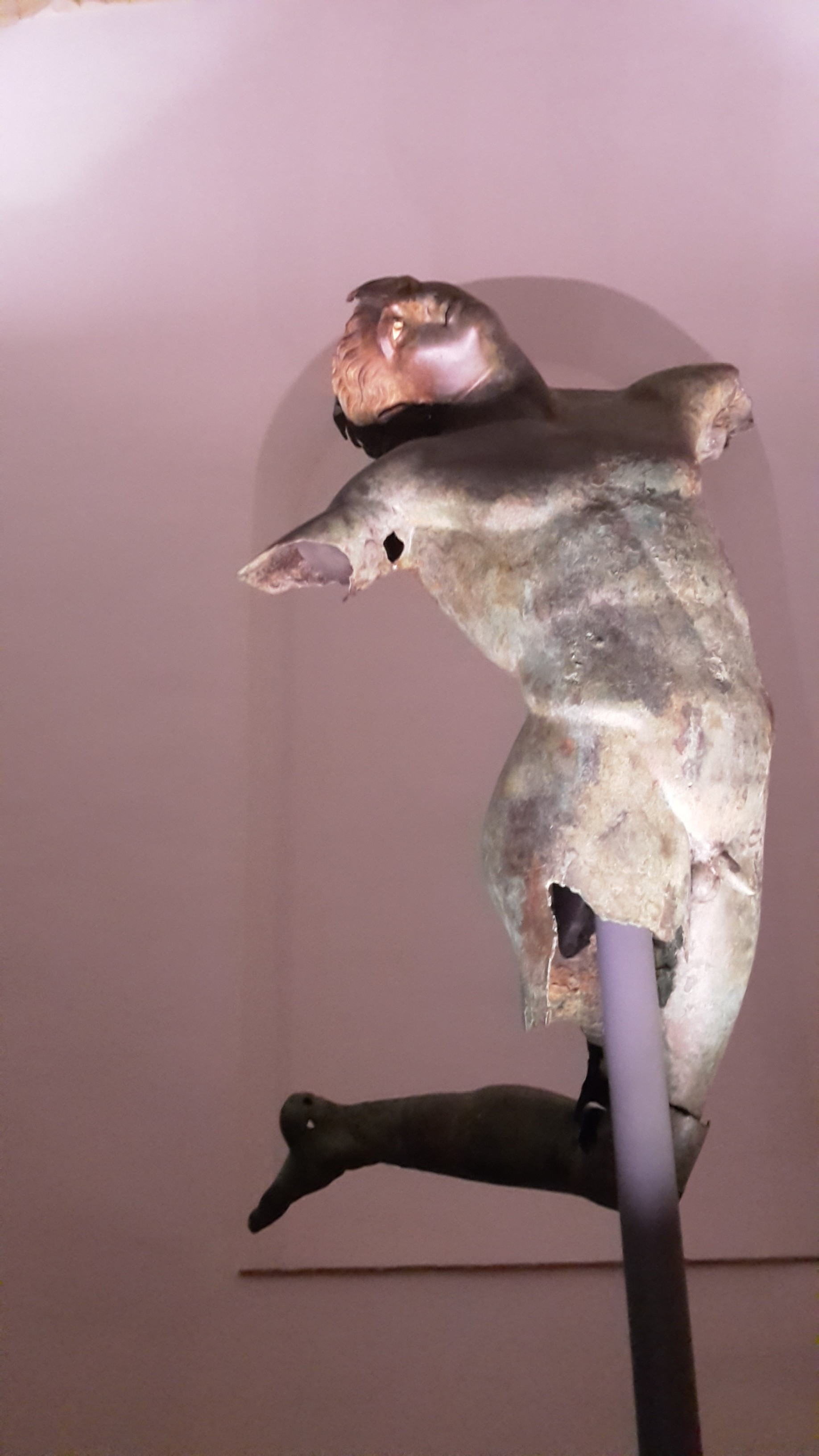
Tančící satyr